# Kalkidan Gezahegne
Kalkidan Gezahegne Befkadu (née le 8 mai 1991 à Addis-Abeba) est une athlète éthiopienne naturalisée bahreïnienne, spécialiste des courses de fond. Championne du monde en salle du 1 500 m à Doha en 2010, elle est également vice-championne olympique du 10 000 m à Tokyo en 2021.

## Carrière
Elle se révèle durant la saison 2008 en prenant la deuxième place de la finale du 1 500 m des Championnats du monde juniors de Bydgoszcz, derrière la Britannique Stephanie Twell. Deuxième des Championnats d'Afrique juniors 2009 derrière la Sud-africaine Caster Semenya, elle est sélectionnée pour les Championnats du monde de Berlin, en août 2009, où elle se classe neuvième de la finale du 1 500 m avec le temps de 4 min 8 s 81.
En début de saison 2010, Kalkidan Gezahegne s'adjuge le titre des Championnats du monde en salle de Doha avec le temps de 4 min 08 s 14, devançant finalement l'Espagnole Natalia Rodríguez et sa compatriote Gelete Burka. Elle devient à 18 ans et 310 jours la plus jeune championne du monde féminine d'athlétisme en salle.
À partir de 2017, elle se spécialise sur 5 000 m et 10 000 m, remportant notamment le 5 000 m aux Jeux Asiatiques à Jakarta en 2018. 
Aux Jeux Olympiques de Tokyo en 2021, la Bahreïnie crée la surprise en décrochant la médaille d'argent du 10 000 m en 29 min 56 s 18, juste derrière la Néerlandaise Sifan Hassan. Elle devance notamment l'Ethiopienne Letesenbet Gidey, détentrice du record du monde de la distance.
En octobre elle établit un nouveau record d'Asie du 10 kilomètres sur route, en 29 min 38 s.

## Palmarès
| Date                     | Compétition                    | Lieu                     | Résultat                 | Épreuve                  | Temps                    |
| Représentant l' Ethiopie | Représentant l' Ethiopie       | Représentant l' Ethiopie | Représentant l' Ethiopie | Représentant l' Ethiopie | Représentant l' Ethiopie |
| ------------------------ | ------------------------------ | ------------------------ | ------------------------ | ------------------------ | ------------------------ |
| 2008                     | Championnats du monde juniors  | Bydgoszcz                | 2e                       | 1 500 m                  | 4 min 16 s 58            |
| 2009                     | Championnats du monde          | Berlin                   | 9e                       | 1 500 m                  | 4 min 08 s 81            |
| 2010                     | Championnats du monde en salle | Doha                     | 1re                      | 1 500 m                  | 4 min 8 s 14             |
| 2011                     | Championnats du monde          | Daegu                    | 5e                       | 1 500 m                  | 4 min 06 s 42            |
| Représentant le Bahreïn  |                                |                          |                          |                          |                          |
| 2017                     | Championnats du monde          | Londres                  | 14e                      | 5 000 m                  | 15 min 28 s 21           |
| 2018                     | Jeux asiatiques                | Jakarta                  | 1re                      | 5 000 m                  | 15 min 8 s 08            |
| 2021                     | Jeux olympiques                | Tokyo                    | 2e                       | 10 000 m                 | 29 min 56 s 18           |

## Records
| Épreuve         | Temps               | Date             | Lieu       |
| --------------- | ------------------- | ---------------- | ---------- |
| 1 500 m         | 4 min 00 s 97       | 29 mai 2011      | Hengelo    |
| 1 500 m (salle) | 4 min 03 s 28       | 10 février 2010  | Stockholm  |
| Mile (salle)    | 4 min 24 s 10       | 20 février 2010  | Birmingham |
| 3 000 m         | 8 min 34 s 65       | 4 septembre 2018 | Zagreb     |
| 3 000 m (salle) | 8 min 37 s 47       | 19 février 2011  | Birmingham |
| 5 000 m         | 14 min 52 s 92      | 1er juin 2021    | Montreuil  |
| 10 000 m        | 29 min 50 s 77 (NR) | 8 mai 2021       | Maia       |
| 10 km           | 29 min 38 s (AR)    | 3 octobre 2021   | Genève     |
| Semi-marathon   | 1 h 5 min 47 s      | 12 décembre 2021 | Manama     |